# Луцій Мініцій Натал
Луцій Мініцій Натал (лат. Lucius Minicius Natalis; ? — після 122) — державний та військовий діяч Римської імперії, консул-суффект 106 року.

## Життєпис
Народився у м. Барціно (сучасна Барселона) у Тарраконській Іспанії. Почав з посади квестора у рідній провінції. Потім за правління імператора Доміціана був народним трибуном та претором. У 101 році призначений імператорським легатом-пропретором провінції Африка. Того ж року увійшов до колегії Августалів.
У 101–102 роках на чолі VII Клавдієвого легіона узяв участь у війні проти Дакії. У 103–105 роках призначено легатом III Августового легіону в Нумідії. У 106 році став консулом-суффектом разом з Квінтом Ліцинієм Сільваном.
Можливо в цей час у своєму місті звів чудові лазні з водоканалом.
Згодом призначено куратором Тибру та водопроводів Риму. У 115–117 роках був імператорським легатом-пропретором провінції Верхня Паннонія. У 121 році призначено проконсулом провінції Африка. Після 122 року до його діяльність немає відомостей.

## Родина
- Луцій Мініцій Натал Квадроній Вер, консул-суффект 139 року